# Juillaguet
Juillaguet – miejscowość i dawna gmina we Francji, w regionie Nowa Akwitania, w departamencie Charente. W dniu 1 stycznia 2016 roku z połączenia trzech ówczesnych gmin – Charmant, Chavenat oraz Juillaguet – utworzono nową gminę Boisné-La Tude. W 2013 roku populacja Juillaguet wynosiła 153 mieszkańców. 